# Coronanthera clarkeana
Coronanthera clarkeana är en tvåhjärtbladig växtart som beskrevs av Rudolf Schlechter. Coronanthera clarkeana ingår i släktet Coronanthera och familjen Gesneriaceae. Inga underarter finns listade i Catalogue of Life.